# 楊宜妃
宜妃楊氏（ぎひ ようし、? - 万暦8年12月6日（1581年1月10日））は、明の万暦帝の妃嬪。

## 経歴
庶民であった楊臣の娘。容姿は美しく、万暦6年（1578年）に王喜姐（後に皇后となった）と劉氏（後に昭妃となった）と共に、選抜されて後宮に入り、その2月に宜妃となった。父の楊臣は正五品錦衣衛千戸に任じられた。
万暦8年12月6日（1581年1月10日）に死去した。享年は不明だが、20歳以下と考えられている。諡は栄恵という。金山に葬られた。

## 伝記資料
- 『明神宗実録』
- 『宛署雑記』